# Chalepophyllum
Chalepophyllum là một chi thực vật có hoa trong họ Thiến thảo (Rubiaceae).

## Loài
Chi Chalepophyllum gồm các loài: